# Cornelia Götz (Sängerin)

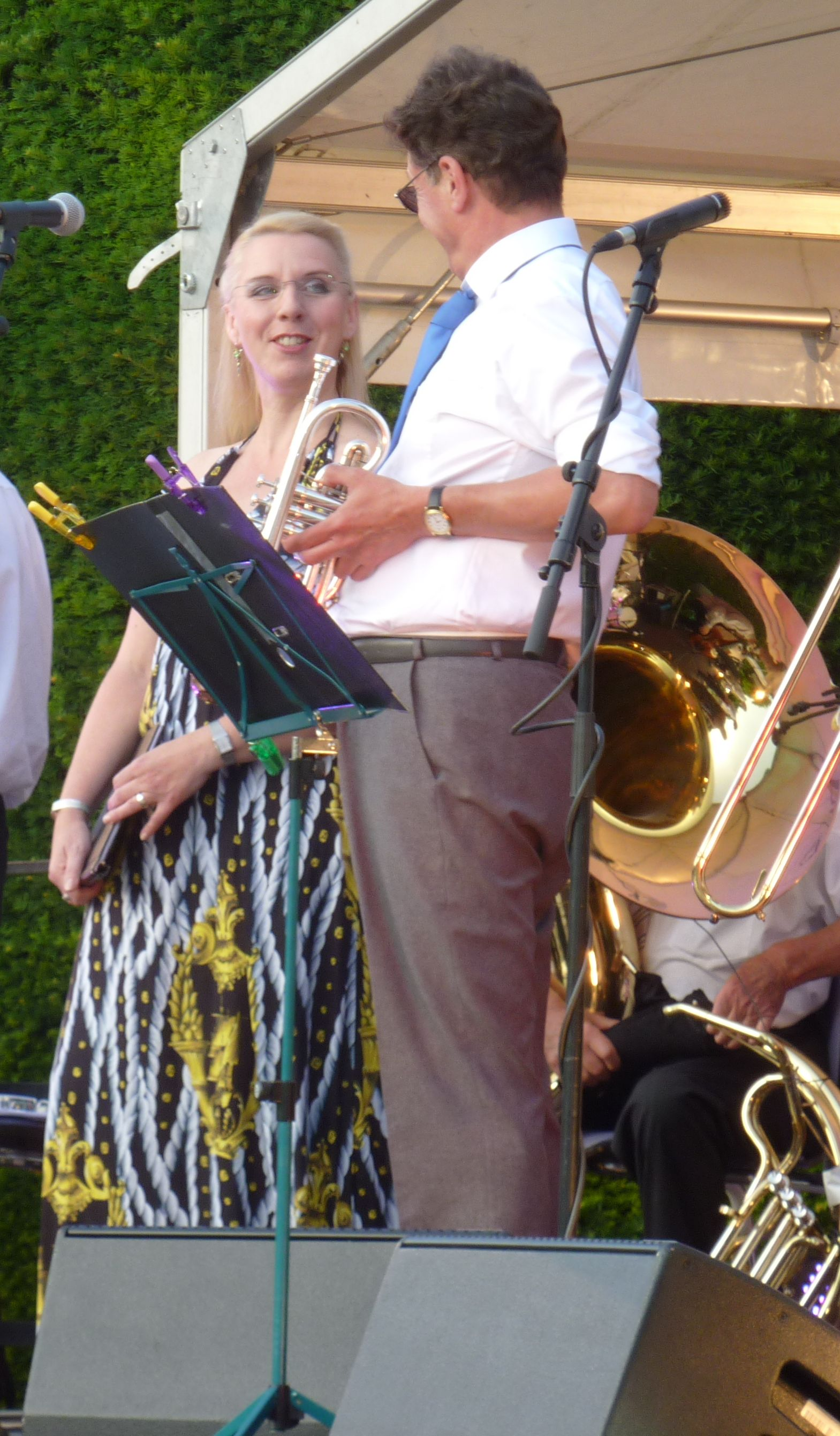
Cornelia Götz und Andy Lawrence im Jahr 2013

Cornelia Götz (* 2. März 1965 in Waiblingen) ist eine deutsche Opernsängerin (Sopran).

## Leben
Cornelia Götz begann zunächst eine Ausbildung zur Lehrerin an der Pädagogischen Hochschule in Schwäbisch Gmünd und studierte dann an der Musikhochschule Karlsruhe, dem Max-Reinhardt-Seminar in Wien und im Opernstudio der Münchner Staatsoper. Zu ihren Lehrerinnen gehörten Ruthilde Boesch und Astrid Varnay.
Nach ihrer Ausbildung war sie zunächst Ensemblemitglied an der Nürnberger Oper, später wechselte sie an die Deutsche Oper Berlin, ehe sie als freischaffende Künstlerin arbeitete. Sie hat bereits an der Semperoper in Dresden und anderen großen Opernhäusern in Deutschland gesungen, trat aber auch in der Wiener Volksoper, beim Edinburgh Festival, am Royal Opera House in Covent Garden, in Antwerpen, Rom und Japan auf. Eine ihrer bedeutendsten Rollen ist die Königin der Nacht in Mozarts Zauberflöte. In dieser Rolle war sie unter anderem beim Glyndebourne Opera Festival 2004 zu hören, an der Chicago Lyric Opera 2005, 2006 am Teatro Regio in Parma und 2008 an der Opéra National in Paris. Auch als Konstanze in der Entführung aus dem Serail stand sie öfter auf der Bühne, unter anderem 2007 bei den Festspielen in Aix-en-Provence. Cornelia Götz tritt auch als Konzertsolistin auf und hat mehrere CD-, Rundfunk- und Fernsehproduktionen eingespielt.
1992 gewann sie den VDMK-Wettbewerb in Berlin. 1994 kam sie beim ARD-Wettbewerb in München ins Finale, ebenso 1996 beim Internationalen Wettbewerb in Toulouse.